# A tavola con Guy
A tavola con Guy (titolo originale Diners, Drive-Ins and Dives) è un reality show a puntate di genere culinario, in onda su Food Network dal 2007.

## Produzione
Il programma è presentato da Guy Fieri. Lo show originariamente iniziò come uno speciale trasmesso il 6 novembre 2006. Lo show rappresenta un concetto di "road trip", simile a Road Tasted, Weekend con Giada e $40 a Day. Fieri viaggia in tutto il mondo visitando vari drive-in, pub e tavole calde.
Le serie è andata in onda in Italia dal 2017 sulla rete televisiva Food Network, che ha trasmesso dall'undicesima alla ventitreesima stagione, mentre la ventiquattresima e la venticinquesima vennero messa in onda nel febbraio 2018. Le stagioni dalla prima alla decima sono inedite in Italia.

## Episodi
| Stagione | Puntate | Prima TV USA | Prima TV Italia |
| -------- | ------- | ------------ | --------------- |
| 1        | 12      | 2007         | Inedita         |
| 2        | 13      | 2007-2008    | Inedita         |
| 3        | 13      | 2008         | Inedita         |
| 4        | 13      | 2008         | Inedita         |
| 5        | 13      | 2008-2009    | Inedita         |
| 6        | 13      | 2009         | Inedita         |
| 7        | 13      | 2009         | Inedita         |
| 8        | 11      | 2009-2010    | Inedita         |
| 9        | 13      | 2010         | Inedita         |
| 10       | 13      | 2010         | Inedita         |
| 11       | 13      | 2011         | 2017            |
| 12       | 13      | 2011         | 2017            |
| 13       | 13      | 2011-2012    | 2017            |
| 14       | 13      | 2012         | 2017            |
| 15       | 13      | 2012         | 2017            |
| 16       | 13      | 2012-2013    | 2017            |
| 17       | 13      | 2013         | 2017            |
| 18       | 13      | 2013-2014    | 2017            |
| 19       | 12      | 2014         | 2017            |
| 20       | 5       | 2014         | 2017            |
| 21       | 18      | 2014         | 2017            |
| 22       | 11      | 2015         | 2017            |
| 23       | 14      | 2015         | 2017            |
| 24       | 8       | 2016         | 2018            |
| 25       | 2       | 2016         | 2018            |